# Харітон
Харітон або Харітон Афродісійський (дав.-гр. Χαρίτων Ἀφροδισεύς; початок II століття) — давньогрецький письменник з Афродісіади (Карія, Мала Азія). 
Його роман «Херей і Калліроя» є, мабуть, найдавнішим з 5 романів давньогрецьких авторів, які збереглися до нашого часу[джерело?]. Цей роман складався з 8 книг. Дії відбувають наприкінці V — на початку IV ст. до н. е. Місця подій — Сицилія, Персія. Українською мовою роман переклали Й. Кобів і Ю. Цимбалюк (востаннє друкувався у збірниках «ДАВНЬОГРЕЦЬКИЙ РОМАН» — Київ, «Грамота», 2008, 278 с., наклад 3.000, та «АНТИЧНИЙ РОМАН» — Дрогобич, «Коло», 2004, 191 с., наклад 1.000)